# میانا
میانا روستایی است از توابع بخش دودانگه شهرستان ساری در استان مازندران ایران.
این روستا در ۷۵ کیلومتری جنوب ساری و ۱۴ کیلومتری مرکز بخش دودانگه در دامنه رشته البرز با ارتفاع ۱۱۰۰-۱۷۰۰ متر از سطح دریا واقع شده‌است. از نظر اقلیمی با توجه به کوهستانی بودن زمستانی سرد و یخبندان و تابستانی معتدل و خنک دارد.
از نظر موقعیت مکانی از قسمت شمال و شمال غربی به روستای جورجاده و از طرف غرب به روستای سنگده و از قسمت جنوب به رشته کوه البرز و منطقه ییلاقی اوپرت در مهدیشهر و شمال شرقی به روستای پاجی محدود می گردد.دوجاده ارتباطی،میانا را که از روستاهای پرجمعیت دودانگه می‌باشد به اطراف و مرکز استان متصل می‌کند یکی از مسیر پل سفید سنگده و راه دیگر مسیر سد سلیمان تنگه به محمد آباد و میانا می‌باشد.اغلب ساکنین این روستا مشغول کشاورزی و دامپروری هستندواز جاذبه های این روستا میتوان به رودخانه اشک ومیانرود،ابشار بزپل،خاسسره وکَلِه وامامزاده ابراهیم اشاره نمود.جادارداز اوپرت ییلاق اهالی میاناوپاجی دراین مقاله یاد شودکه طبق تقسیمات کشوری جز استان سمنان میشود.اهالی میاناازگذشته تاکنون ازمسیر مالرو قدیمی به اوپرت میروند.

## جمعیت
این روستا در دهستان بنافت قرار داشته و براساس آخرین سرشماری مرکز آمار ایران که در سال ۱۳۸۵ صورت گرفته، جمعیت آن ۲۸۷نفر (۸۹خانوار) بوده‌است.